# Oribatella barbata
Oribatella barbata är en kvalsterart som beskrevs av Choi 1986. Oribatella barbata ingår i släktet Oribatella och familjen Oribatellidae. Inga underarter finns listade i Catalogue of Life.